# Salix anticecrenata
Salix anticecrenata är en videväxtart som beskrevs av A. Kimura. Salix anticecrenata ingår i släktet viden, och familjen videväxter. Inga underarter finns listade i Catalogue of Life.